# Phthanoconis burmitica
Phthanoconis burmitica is een insect uit de familie van de dwerggaasvliegen (Coniopterygidae), die tot de orde netvleugeligen (Neuroptera) behoort. 
De wetenschappelijke naam Phthanoconis burmitica is voor het eerst geldig gepubliceerd door Engel in 2004.